# Jean-Pierre Gauffre
Pour les articles homonymes, voir Gauffre.
Jean-Pierre Gauffre, né le 27 décembre 1957 à Langres (Haute-Marne), est un journaliste, chroniqueur, animateur radio, écrivain et humoriste français.

## Biographie
Diplômé du Centre de formation des journalistes (CFJ) de Paris, en 1979, il entame une carrière de journaliste, essentiellement à la radio (France Inter, Radio 7, Europe 1) et un rapide passage à L'Express. Il est attiré à Radio Classique de 1988 à 1993, par son ami Gérard Bonos, où ses revues de presse matinales particulièrement décalées et décapantes le font remarquer.
Il est alors recruté par Jacques Martin sur France 2, avec qui il travaille pendant quatre ans, de 1992 à 1996, comme auteur et comédien, sur l'émission dominicale satirique Ainsi font, font, font, en compagnie, notamment, de Laurent Gerra, Virginie Lemoine, Julien Courbet, Jacques Ramade ou encore Vincent Ferniot. C'est également durant cette période qu'il donne quelques représentations au sein de la troupe des chansonniers du théâtre des Deux Ânes, à Paris. Il a aussi à son actif un bref passage parmi Les Grosses Têtes sur RTL.
En 1996, il quitte Paris et le monde du spectacle pour s'installer en Gironde, où il reprend son métier d'origine en créant Le Journal du Médoc — hebdomadaire local d'informations générales — dont il sera jusqu'en octobre 2009, le rédacteur en chef. Mais il garde avant tout un pied dans le monde de l'humour à travers ses chroniques radiophoniques, C'est lui qui le dit sur France Bleu Gironde (depuis 2002), et surtout Il était une mauvaise foi sur France Info, quotidienne déjantée depuis l'été 2008, devenue, en 2012, "Il s'est levé du mauvais pied".
En 2014, après l'arrêt de ses chroniques sur France Info, il se lance dans l'écriture théâtrale avec trois pièces qu'il interprète lui-même. Et l'homme créa Dieu (2015), inspiré par le massacre de l'équipe de Charlie Hebdo, Le candidat (2016), Les monologues du vin (2018), seul en scène, adaptation de son Petit dictionnaire absurde et impertinent de la vigne et du vin, paru en 2009 et réédité à plusieurs reprises ,.
Fin 2019, il cesse toute activité radiophonique.
À partir de 2022, il publie aux éditions Sud Ouest plusieurs livres humoristiques, notamment Le rugby pour rire (2023).
En 2023, il publie son premier roman, 778 grammes, aux éditions Hello.
Jean-Pierre Gauffre est également conférencier et membre du collège de l'ARCOM Bordeaux.

## Œuvres publiées
- Petit dictionnaire absurde et impertinent de la vigne et du vin, éd. Féret, 2009 [4],[5]. L'ouvrage lui a valu en 2011 le prix Jean Carmet du meilleur ouvrage original de l'année sur le vin.
- 778 grammes, roman, éditions Hello, 2023 [9]
- Le rugby pour rire, éditions Sud Ouest, 2023 [8]

Jean-Pierre Gauffre est également l'auteur de sept ouvrages humoristiques en collaboration avec le caricaturiste et portraitiste Patrice Ricord :
- Tête à tête,
- Gueules d'État,
- L'Académie des Timbrés[10]
- Le Livre des Ricord,
- Les Ricord de la musique,
- Faces à farces
- Le Grand cirque politique.